# Indicatifs régionaux 514, 438 et 263

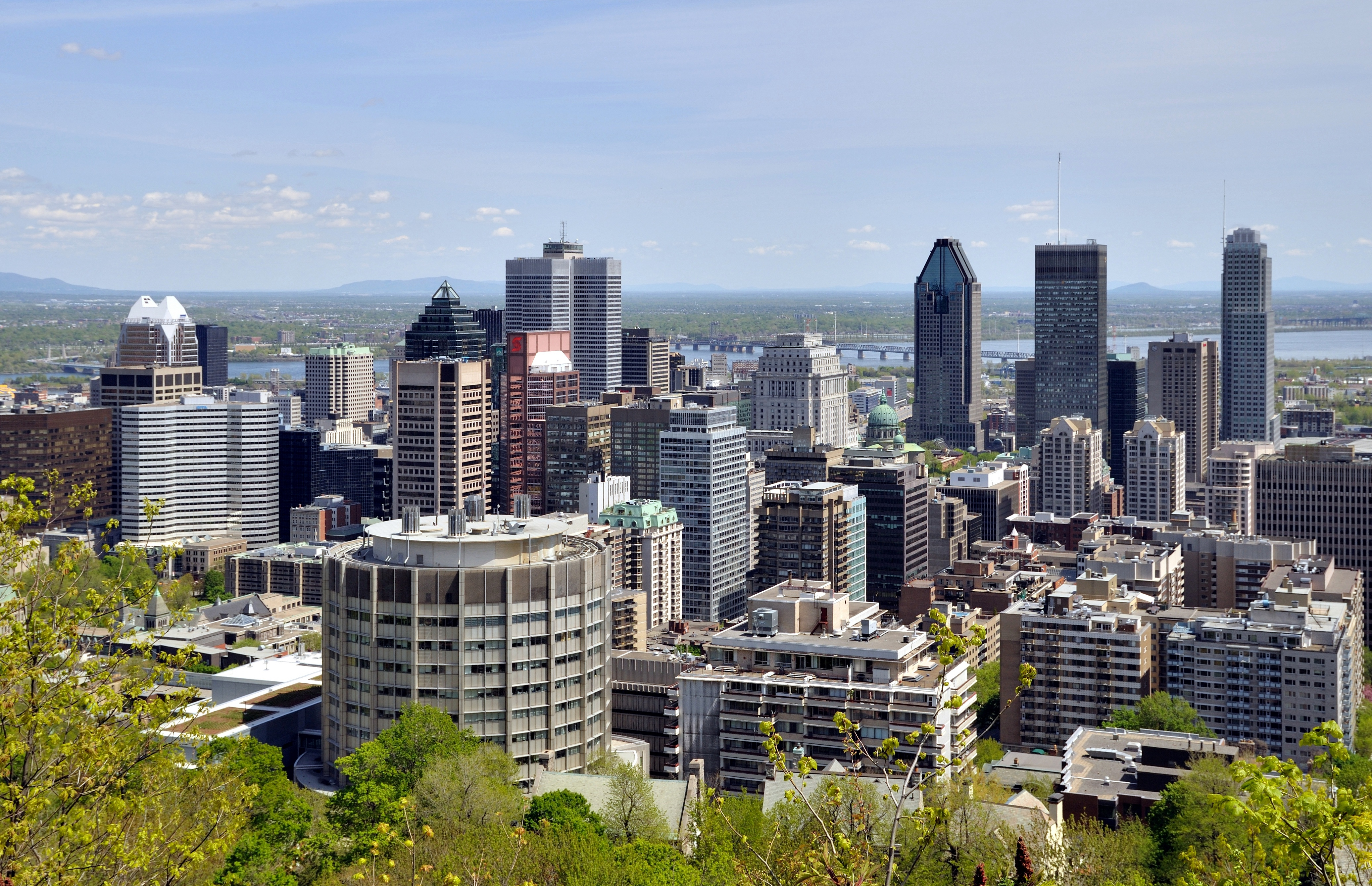
Ville de Montréal.

Les indicatifs régionaux 514, 438 et 263 sont des indicatifs téléphoniques régionaux de Montréal, au Québec (Canada). Plus précisément, ces indicatifs couvrent l'île de Montréal, l'île Perrot et l'île Bizard, à l’exclusion des banlieues de Montréal qui se trouvent à l’extérieur de ces îles.

## Historique
L'indicatif régional 514 était un des 86 indicatifs originaux du Plan de numérotation nord-américain défini en 1947. À ce moment, l'indicatif couvrait la partie ouest du Québec.
En 1957, l’indicatif a été réduit à la ville de Montréal et les banlieues alors que le reste de l’ancien indicatif devenait l’indicatif 819.
Un autre changement de frontières a eu lieu en 1998 alors que l’indicatif 514 était réduit à l'île de Montréal, l'île Perrot et l'île Bizard. Les banlieues de Montréal situées à l’extérieur de cette zone ont alors été regroupées dans le nouvel indicatif 450.
Le 4 novembre 2003, l’indicatif 438 était superposé à l’indicatif 514 à l’occasion de l’introduction de la composition à 10 chiffres du Plan de numérotation nord-américain. Originellement, l’indicatif 438 devait être superposé aux indicatifs 514 et 450, mais on a finalement décidé de superposer l’indicatif 438 sur l’indicatif 514 et de superposer l’indicatif 579 sur l’indicatif 450.
Le 1er novembre 2021, le Conseil de la radiodiffusion et des télécommunications canadiennes a annoncé que l'indicatif 263 serait introduit sur le même territoire à compter du 22 octobre 2022. 

## Principaux arrondissements inclus dans les indicatifs 514 et 438
- Montréal, 1 999 795 habitants ;
- Dollard-Des-Ormeaux, 50 114 habitants ;
- Côte-Saint-Luc, 32 914 habitants ;
- Pointe-Claire, 31 128 habitants ;
- Kirkland, 21 154 habitants ;
- Westmount, 20 111 habitants ;
- Beaconsfield, 19 547 habitants ;
- Mont-Royal, 20 073 habitants ;
- Dorval, 18 849 habitants ;
- Montréal-Est, 3 765 habitants.

Pour des fins de facturation téléphonique, presque tous les numéros +1-514 appartiennent à Montréal. Les rares exceptions sont quelques banlieues de l'Ouest-de-l'Île (l'ouest de l’île de Montréal et l'île Perrot) aux numéros suivants:
- Île-Perrot — (514) 320, 425, 446, 453, 477, 478, 536, 539, 612, 646, 681, 901, 902, (438) 257, 638, 700, 890
- Lachine — (514) 300, 307, 403, 420, 422, 469, 471, 492, 532, 538, 552, 556, 600, 631, 633, 634, 635, 636, 637, 639, 689, 780, 828, (438) 264, 600, 819, 891
- Pointe-Claire — (514) 319, 426, 427, 428, 429, 457, 459, 500, 505, 534, 541, 558, 630, 671, 674, 693, 694, 695, 697, 698, 782, 783, 900, (438) 265, 500, 538, 893
- Roxboro — (514) 309, 421, 472, 491, 533, 542, 545, 613, 615, 628, 676, 683, 684, 685, 752, 763, (438) 894
- Sainte-Geneviève — (514) 305, 308, 479, 535, 547, 551, 565, 620, 624, 626, 675, 682, 696, 700, 784, 785, (438) 818, 895

Les noms et limites géographiques des centres tarifaires ne correspondent pas aux noms des arrondissements légaux. Une municipalité ou un arrondissement qui n'existe plus depuis longtemps à cause des fusions municipales peut continuer d’apparaître sur les factures de téléphone.

## Référence
1. ↑  (en) « Cision - News Releases », sur newswire.ca (consulté le 24 juin 2023).
2. ↑  « Décision de télécom CRTC 2021-364 », sur CRTC (consulté le 6 août 2023).